# Xã Sherman, Quận Grant, Kansas
Xã Sherman (tiếng Anh: Sherman Township) là một xã thuộc quận Grant, tiểu bang Kansas, Hoa Kỳ. Năm 2010, dân số của xã này là 465 người.